# スマータヴィア
スマータヴィア（ロシア語: Смартавиа）は、ロシアのアルハンゲリスクに本社を置く航空会社。

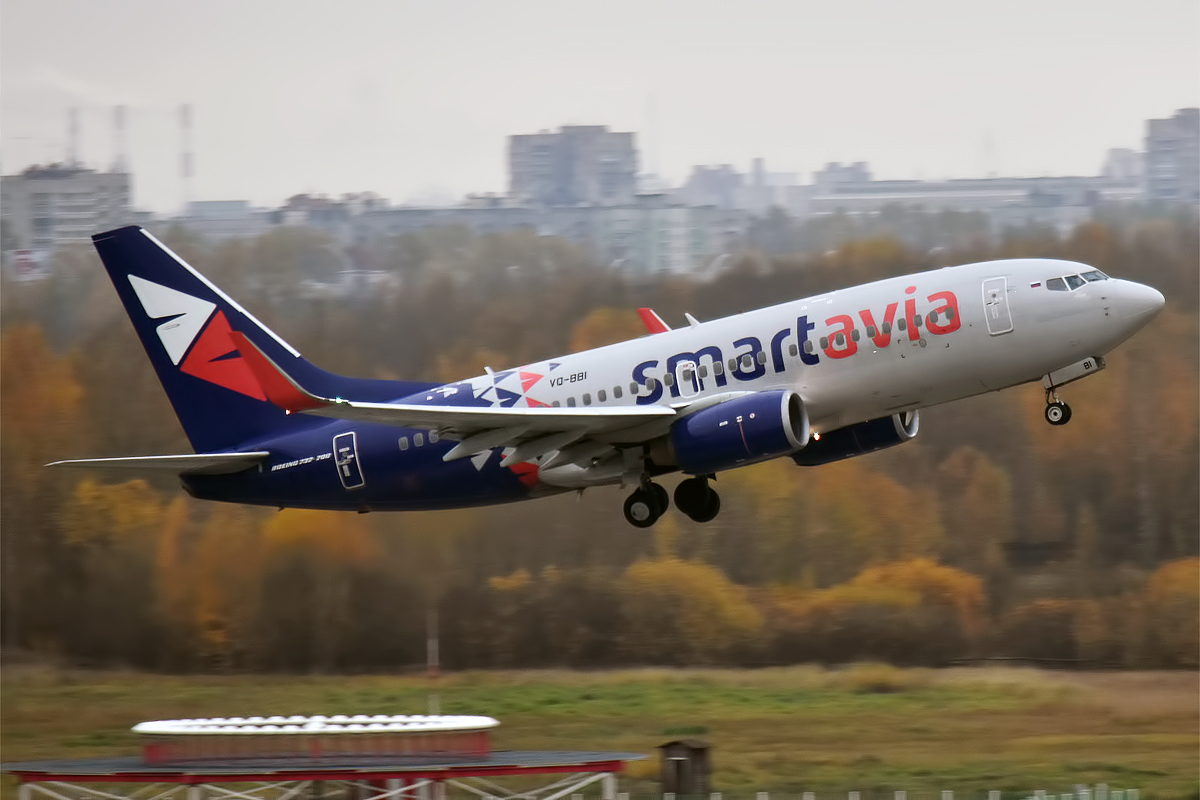
ボーイング737-700

## 概要
前身は、1963年に発足したアエロフロート・ソ連航空のアルハンゲリスク航空総局であった。1991年のソ連崩壊に伴う旧アエロフロート解体によって独立し、AVL Arkhangelsk Airlinesとして運航を開始した。2004年に、アエロフロート・ロシア航空が株式の51%を取得して子会社化した。そして社名をアエロフロート・ノルド（ロシア語: Аэрофлот-Норд）に変更し、アエロフロートの第2の地域航空会社となった。しかし2008年9月にアエロフロート・ノルドの運航するアエロフロート821便墜落事故が起きたことで、アエロフロートが方針転換し2009年12月よりノルダヴィアと改称した。2011年3月、ノリリスク・ニッケルへと売却された。
2019年に、ノルダヴィアから「スマータヴィア（Smartavia）」にブランドを変更した。これは当初2017年にレッドウィングス航空と合併予定だったが、2019年の3月に合併が中止となり、ブランドのみを変更したためである。

## 就航都市
Amderma-2, アナパ, アルハンゲリスク, アストラハン, エカテリンブルク, コトラス, クラスノダール, Leshukonskoe, モスクワ（シェレメーチエヴォ国際空港）, ムルマンスク, ナリヤン・マル, ノヴォシビルスク, ペルミ, サンクトペテルブルク, ソロフキ, スィクティフカル, トロムソ, ウシンスク, チェリャビンスク

## 保有機材

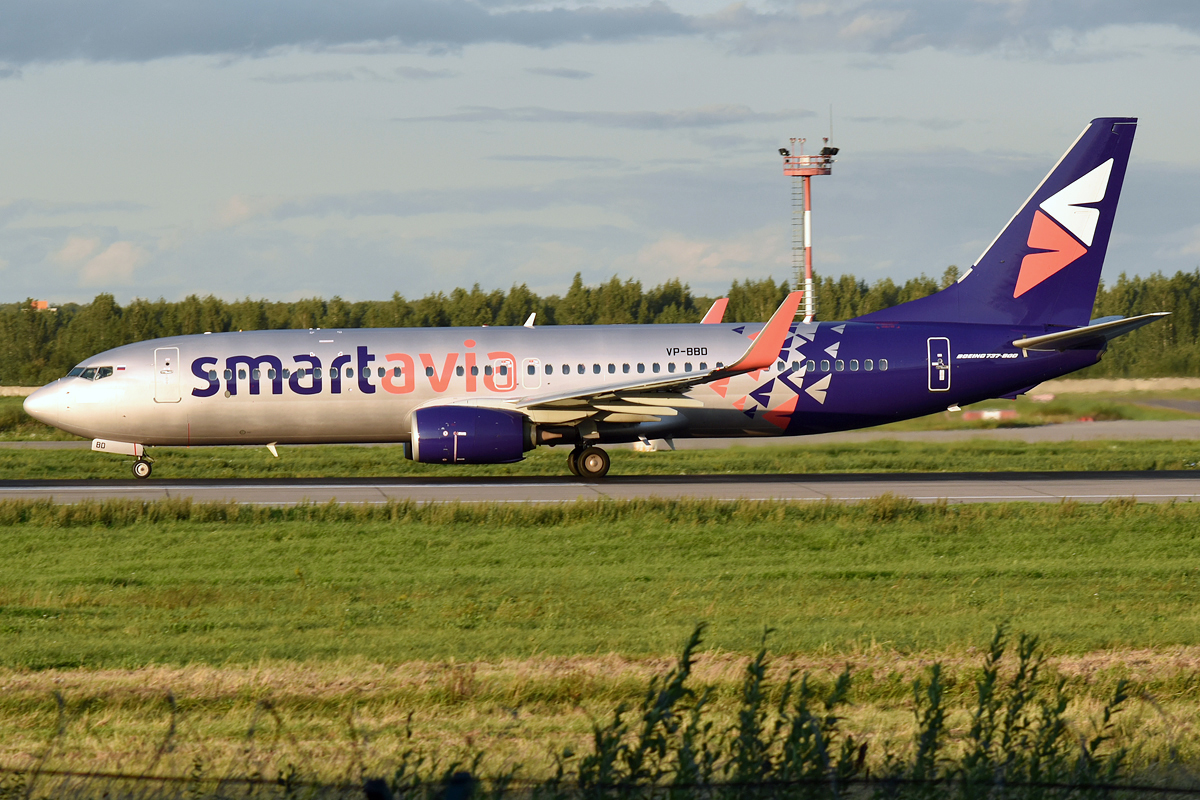
スマータヴィアのボーイング737-800

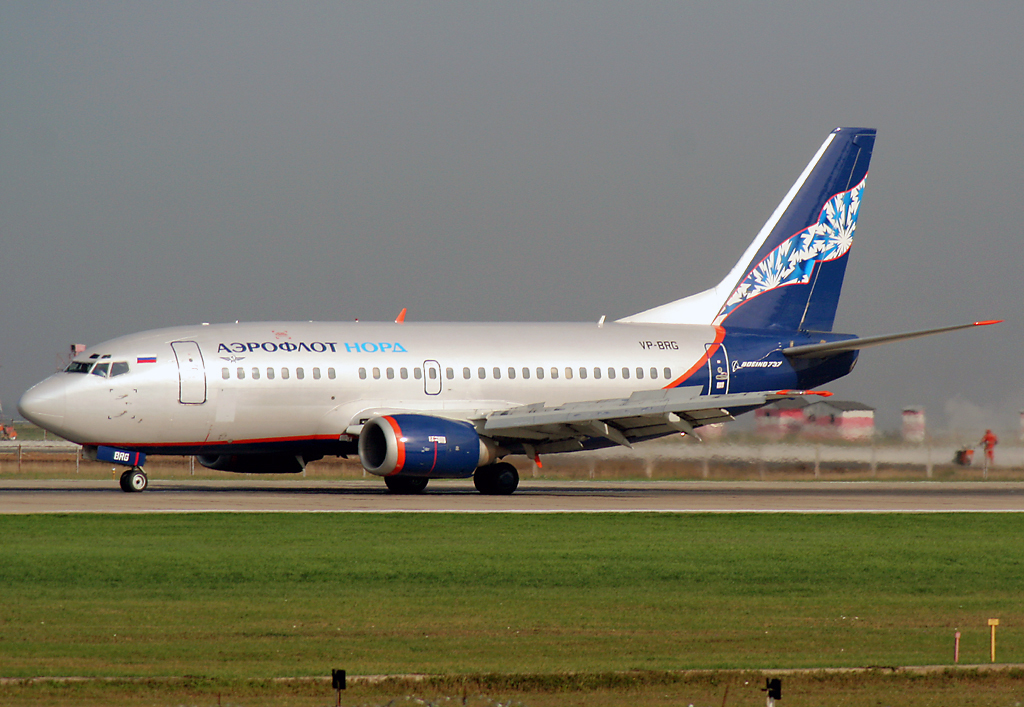
アエロフロート・ノルドのボーイング737-500型機(退役済)

保有する機体は、ロシアの多くの航空会社と同様に旧ソ連製の旧型機が多かったが、中距離旅客機をTu-154型機からボーイング737型機に更新した。これは親会社のアエロフロートがエアバスA320型機を導入しているのとは異なっている。
なお、2021年2月現在のスマータヴィアの保有機材は以下の通りである。
- B737-700   3機
- B737-800   9機